# サーミ人
サーミ人（サーミじん、北部サーミ語：Sápmi）は、スカンジナビア半島北部ラップランド及びロシア北部コラ半島に居住する先住民族。フィン・ウゴル系のうちフィン・サーミ諸語に属するサーミ語を話すが、ほとんどが同じフィン・ウゴル語系のフィンランド語および、スウェーデン語、ノルウェー語、ロシア語なども話すマルチリンガルである。かつては「ラップ人」とも呼ばれていたが、現在では古語または蔑称と受け取られ、彼ら自身はサーミ、あるいはサーメと自称している。錫を使った手工芸細工が有名である。伝統的にサーミ人は、沿岸漁業、毛皮の捕獲、羊の放牧など、さまざまな生業を営んできた。最もよく知られている生業は、半遊牧のトナカイ放牧である。2007年現在、サーミ人の約10％がトナカイの放牧に従事しており、肉、毛皮、交通手段を提供している。ノルウェーでは、約2,800人のサーミ人がフルタイムでトナカイの放牧に携わっている。伝統的、環境的、文化的、政治的理由から、北欧諸国の一部の地域では、トナカイの放牧は法的にサーミ人だけに認められている。

## 概要

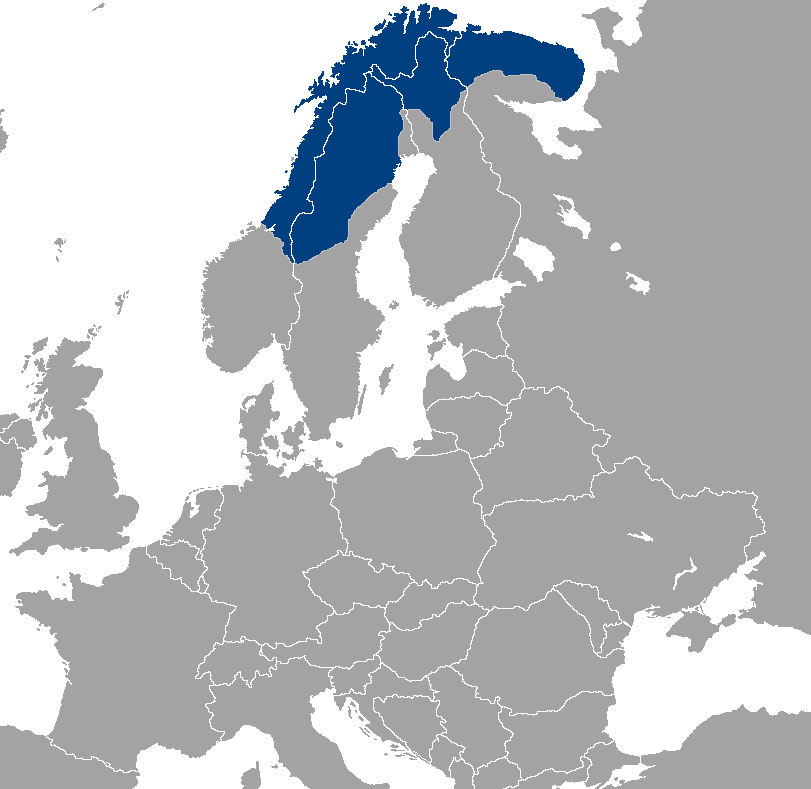
サーミ人の居住地域

もともと狩猟・遊牧を行う民族であったが、現在は町で生活するグループも含めて、ほとんどのサーミは定住生活を営んでいる。ノルウェー語ではかつて「ラップ人」とも呼ばれていたが、現在では古語または蔑称と受け取られる。フィンランド語ではラッピ県にいるフィンランド人はlappilainenを自称し、サーミ人のことをlappalainenと呼びどちらもラップランドに住んでいるため外国人にはわかりにくい違いとなっている。人種はスカンジナビア人種の特徴である金髪碧眼の容貌を持つフィン人、エストニア人と同様の容貌を持つコーカソイドの特徴がある。また、フィン人、エストニア人よりも背が低いため、概ねサモエード人やハンティ人とマンシ人に近いモンゴロイド（北部モンゴロイド）系容貌を持つグループも多く、父系遺伝子のハプログループNも中～高頻度で見られる（紀元前の中国東北部にある遼河文明人からも発見される）。

## 歴史
サーミ人と思われる民族のことが初めて文献上に現れるのは、紀元1世紀に古代ローマの歴史家タキトゥスによって著された『ゲルマーニア』においてである。この文献では、サーミという名前ではなく、フェンニーという名前で呼ばれている。
「フェンニー」という名は今日の「フィン（ランド）」に通じるものがある。実際、フィンランド人の間に民族復興の機運が高まった当時、このフェンニーこそが我々の直接の祖先であると主張する動きも存在したが、しかしここで挙げられたフェンニーがフィンランド人の祖であるとは考えられない。今日までに行われた研究によると、ここに言うフェンニーはむしろ、西はヴィスワ川下流からウラル山系に向かう地域を点々と長く居住地とし、後にはフィンランド湾の沿岸に至る方面にも来ていた印欧系以外の若干の民族を広く指したものであるらしい。また、サガの世界にも、交易を行う民として、サーミ人らしき民族について言及している個所もある。
いずれにせよ、それ以後スカンディナヴィア半島に移住してきた様々な民族、「国家」が再びこのサーミ人に注目し始めるのは、13世紀以後、北欧諸「国家」が誕生し、その国境を規定する必要が生じた時であった。
以下、サーミ人の歴史を大きく3つの時代に分けて説明する。

### 1251年から1550年
この時期、ノルウェー、ロシア（ノヴゴロド）王国、スウェーデンの三国間でラップランドにおける国境、徴税権に関する合意が成立する。この合意の下、元々単一の民族であったサーミ人は分断され、異なる国家の、異なる支配体制、徴税体制、司法体制の下に置かれることとなった。現在のフィンランド近郊に居住していたサーミ人は、スウェーデンの支配の下に置かれた。これは、当時フィンランドがスウェーデンの一部に組み込まれていたことに起因する。また、スウェーデンはカトリック教会の支配下にあったが、ラップランドもこの体制に組み込まれた。
コラ半島に居住していたサーミ人（skoltサーミと呼ばれる）は正教会とノヴゴロド公国の支配下に置かれた。また、Skoltサーミはツァーに土地、水に関して税を課され、土地登記の義務も負うことになった。
現在のフィンマルク県に居住していた全てのノルウェー・サーミ人はロシアの統治下に置かれた。
このように様々な国家の統治下に置かれたサーミ人であったが、これに先立つ12世紀頃から、すでにサーミ人はノルウェー国王に対し、「ラップ税」を払うことを求められていた。このラップ税とは、そもそも貢納的、人頭税的性格の強いものであり、支払いはカマス等の乾燥魚、トナカイの仔、クジラやアザラシの皮革ロープ等で求められていた。これは、「ラップ」が17世紀までいずれの「国家」の国民なのか明確には定められていなかったため、従来の農民に対するような徴税を課せなかったことに起因している。また、当時から「ラップ」のトナカイ飼育、狩猟、漁労活動が特別な、「ラップ生活様式」として法律の中にも明記、認識され農地税徴収の対象とはなり得なかったことも、その原因の1つとなっている。

### 1551年から1808年

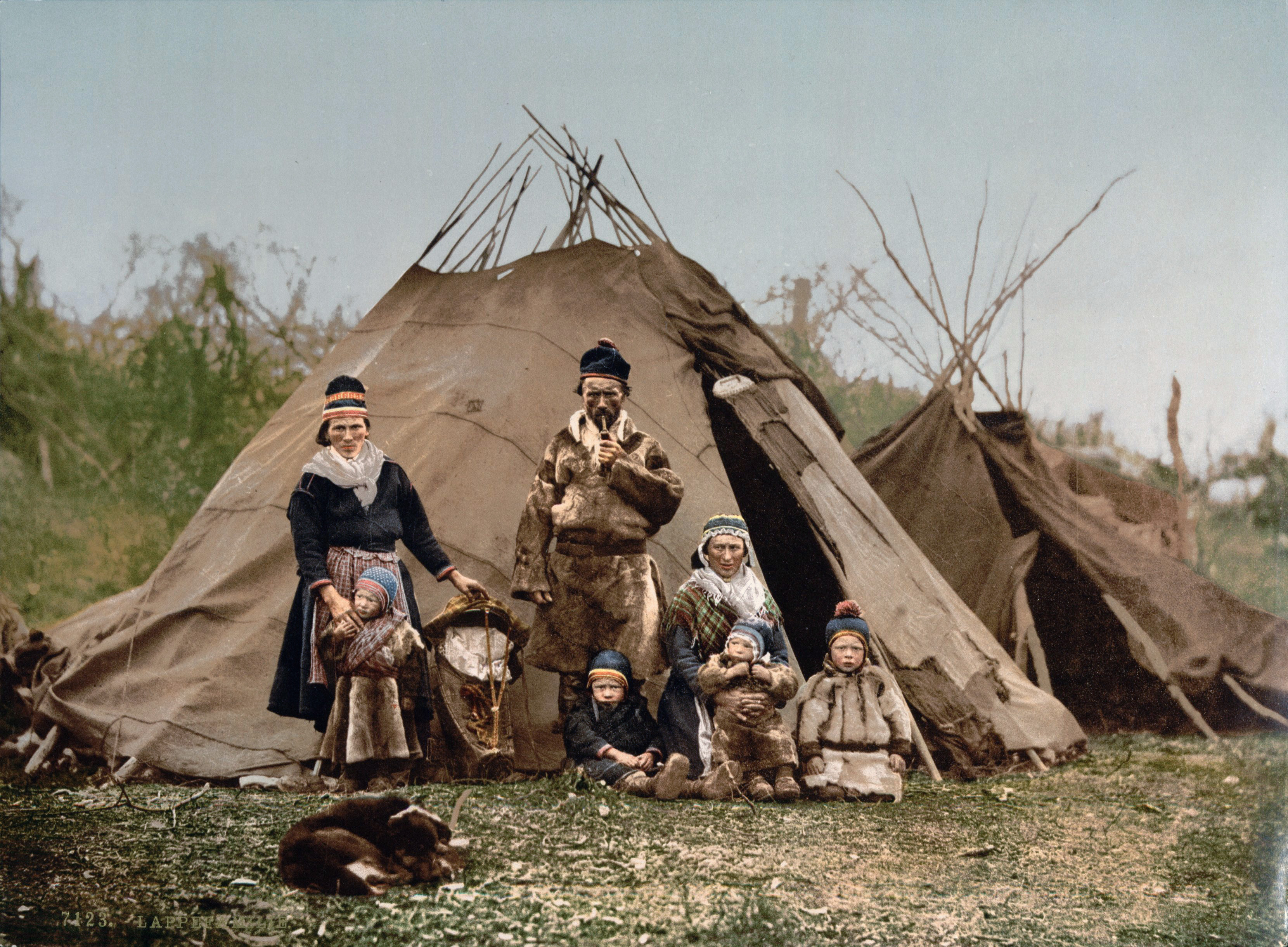
サーミ人の家族(1900年ごろ)

17世紀初頭、「ラップ」はノルウェーもしくはスウェーデン＝フィンランドの国民として「国家」に組み込まれた。この帰属の背景には、ノルウェーとスウェーデン両国間の関係が悪化しており、以前のような曖昧な国境規定は両国間の安全保障上好ましくないものであったという事実がある。
そして1751年、国境条約が締結された。これはデンマーク＝ノルウェー王国とスウェーデン（及びその一部「東部地方」であったフィンランド）の間で交わされたもので、ラップランドにおける北欧諸国家の国境を明確に定めるという性質を持ったものであった。しかしこの条約は、決してサーミ人の権利を侵害するものではなかった。国境条約・第二条第二項には、サーミ人はトナカイの遊牧をする民族であり、そのためには両国の土地が必要であるということ。同・第十条には、その生活様式を維持するため、両国が公平な援助を行うことを取り決める旨が記されていた。
この国境条約は、サーミ人の権利とその生活様式の正当性を認めるものであったが、しかしこの締結にともない、多くの「ラップ」は定住化の道を選んだ。また、定住化しなかったサーミ人に対しても、相変わらず「ラップ税」は適用され続けたが、この時代になって、「ラップ税」はその本来の貢納的、人頭税的性格のものから、土地や水域の借用税に変化していった。このことが、サーミ人の五つの異なる生活様式を生み出す直接の原因となった。つまり、大規模トナカイ遊牧専業民「山岳サーミ人」、農耕、牧畜、狩猟、漁労を行う定住民としての「海岸サーミ人」、「森林サーミ人」、「河川サーミ人」「湖サーミ人」などを生み出した。
上記の通り、「山岳サーミ人」は「ラップ税」の対象であったが、定住農民化したサーミ人（主に羊や牛の飼育を専業にしていたと思われる）は、「ラップ」とは見なされなくなった。そして、「ラップ税」を免除され、代わって農地徴収税を課された。この点から、北欧諸国家の「ラップ人」に対する基本的な姿勢をうかがうことができる。つまりこの措置は、北欧諸国家にしてみれば、トナカイ遊牧という「ラップ生活様式」を続ける、ある種異質な文化、生活様式を持っている者こそが「他民族」であり、自分たちと同じ生活（農耕や漁労）を行うようになった民は、すでに自分たちと同じである、という認識の明示にほかならない。
18世紀後半になると、スウェーデン領においてスウェーデン人がラップ地域を北上し、開拓や植民を行うために定住したため、この地域のサーミ人はさらに北部や東部へと追いやられることとなった。サーミ人の中には、定住したスウェーデン人と混交してスウェーデン化した者も少なくない。

### 1809年以降
1809年、ロシア帝国軍の猛攻の前にスウェーデンは降伏し、フィンランドはフレデリクスハムンの和約においてロシア領に組み込まれた（ロシア・スウェーデン戦争）。そして北欧諸国家の中にロシアという「異質な」国家が入り込んだことにより、ラップ追加条項は事実上その意味を失い、特に「山岳サーミ人」の遊牧生活は窮地に立たされた。またこれに追い討ちをかけるように1852年にはノルウェーとフィンランドの国境が、1888年にはスウェーデンとフィンランドの国境が閉鎖されてしまう。当時、スウェーデンはノルウェーと同君連合を組んでおり（スウェーデン＝ノルウェー）、ノルウェーの国境線はロシア領に複雑に食い込んでいた。ロシアに対する安全保障は、クリミア戦争を挟んで切実な問題となったため、スウェーデン政府は1855年にイギリス及びフランスと「11月条約」を締結し、連合王国領土と漁業権をロシアに譲渡しないことを誓約した。
ロシアの統治下においても、サーミ人は納税の義務を課されていたが、議会に参加することは許されなかった。代表のいない議会においてサーミ人の権利が議論され、その結果、サーミ人と土地、水使用権は全く無視される事態になった。さらに、サーミ人の狩猟文化の経済的基盤は、トナカイやビーバーといった狩猟動物が乱獲されたことにより完全に打ち壊された。そして、狩猟動物の減少に伴い「ラップ税」の納税が不可能となり、ついに1924年、完全に廃止された。これは同時に、彼らの権利の縮小にもつながっていった。
以後、サーミ人の課税対象外の土地を求めての移住と、それらの土地を「公地」化しようとする動きが繰り返された。
第二次世界大戦後、スコルトサーミ人の土地が旧ソ連に割譲され、その結果、スコルトサーミ人の大多数がフィンランドに移住した。
1986年のチェルノブイリ原子力発電所事故以降、トナカイの汚染が進み、伝統的な放牧生活を送る事はいっそう難しくなった。キノコや地衣類などの菌類は放射性物質を吸収しやすいと言われ、トナカイの主食がハナゴケ（地衣類の一種）であることから、特に汚染が進んだと思われる。

### 21世紀
2023年、ノルウェーにあるサーミ人のトナカイ放牧場に風力発電施設が建設されたことに対し、サーミ人の団体が環境保護団体とともに抗議活動を展開。同年3月1日にはスウェーデンの活動家グレタ・トゥーンベリも参加して政府庁舎前で抗議活動を行った。

## 行政・社会的地位

サーミの旗。1986年の北欧サーミ会議で決定された

サーミ人の社会的立場は、1992年にフィンランドで施行された「サーミ言語法」と、「サーミ人本草案」によって規定されている。この中で、サーミ人とは、「ラップ税」を支払っていたサーミ人の子孫たち、あるいは、上記のようなサーミ人の出自を持ち、本人自ら、もしくはその両親、祖父母の中に少なくとも一人がサーミ語を第一言語として学んだ人がいる者、あるいは、その子孫であると定められた。つまり、民族を規定するものは、言語であるとの見解が取られた。これにより、何らかの事情でサーミ語を第一言語として学んだ外国人をもその範疇に含むことになってしまったが、民族を言語によって規定するといった方法自体は、サーミ人にも比較的穏やかに受け入れられた。
また、サーミ人が自分たちのアイデンティティを確立ないし獲得するために設立した、以下の組織が存在する。
サーミ議会
フィンランドに住むサーミ人によって4年ごとに選出される20名の議員から構成される民族特別議会。
サーミ代表団
フィンランド領ラップランド県の県知事、5名のフィンランド関係庁代表者、5名の「サーミ議会」代表者によって構成される。この組織は北欧諸国の国際的機関である「北欧評議会」(en;Nordic Council)、「北欧閣僚評議会」がサーミ問題に関して各国に行う各種の勧告に対するフィンランド行政側の受け皿として作られた。

## サーミの社会
サーミとは決してトナカイ遊牧専業の民のみを指すのではない。それらの民はサーミ全体のわずかに過ぎず、トナカイ遊牧以外の生活様式を持った人々のほうが多い。
サーミは、大きく分けて五種類の生活様式に分類できる。

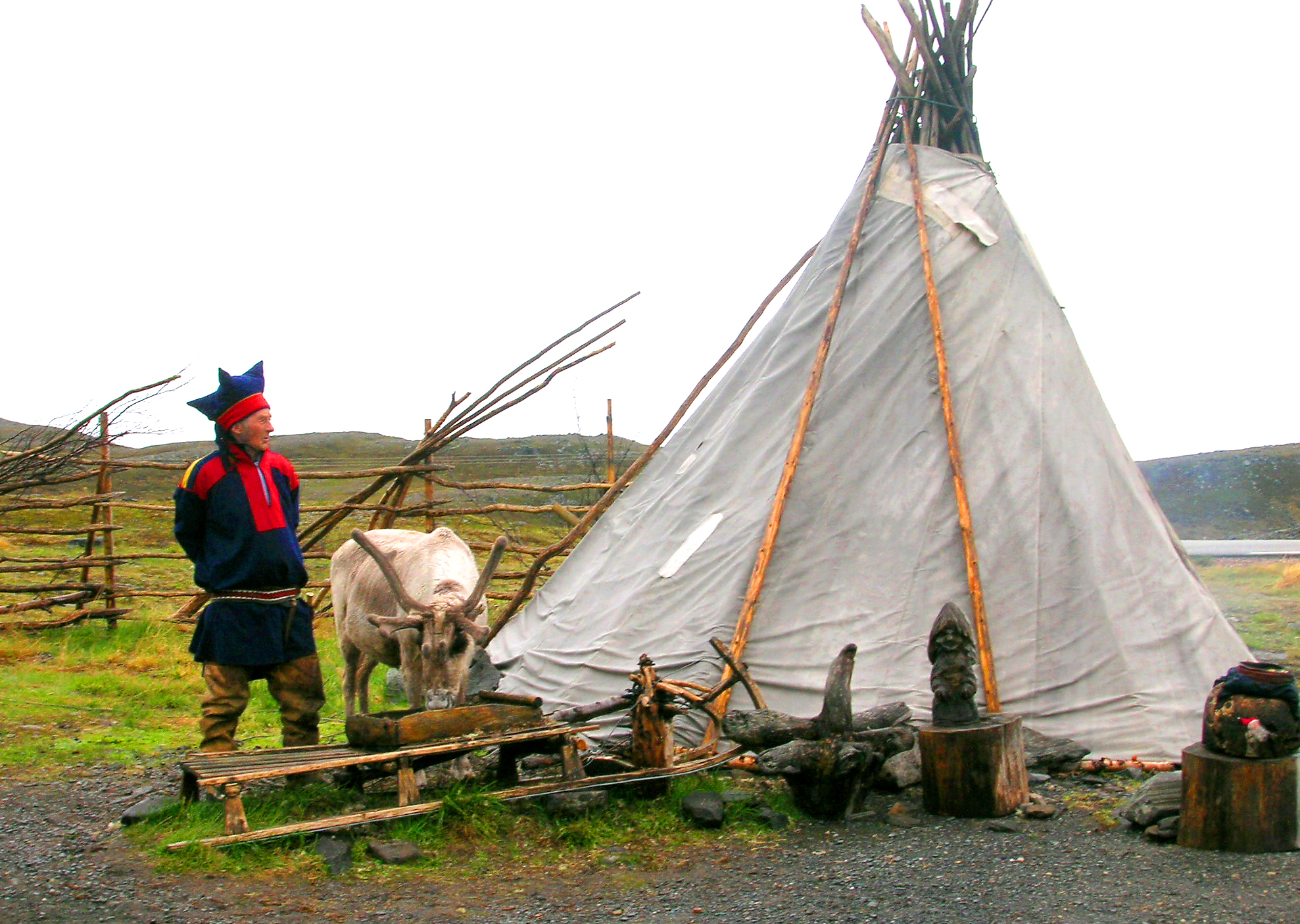
ノルウェーの山岳サーミ人（2006年）

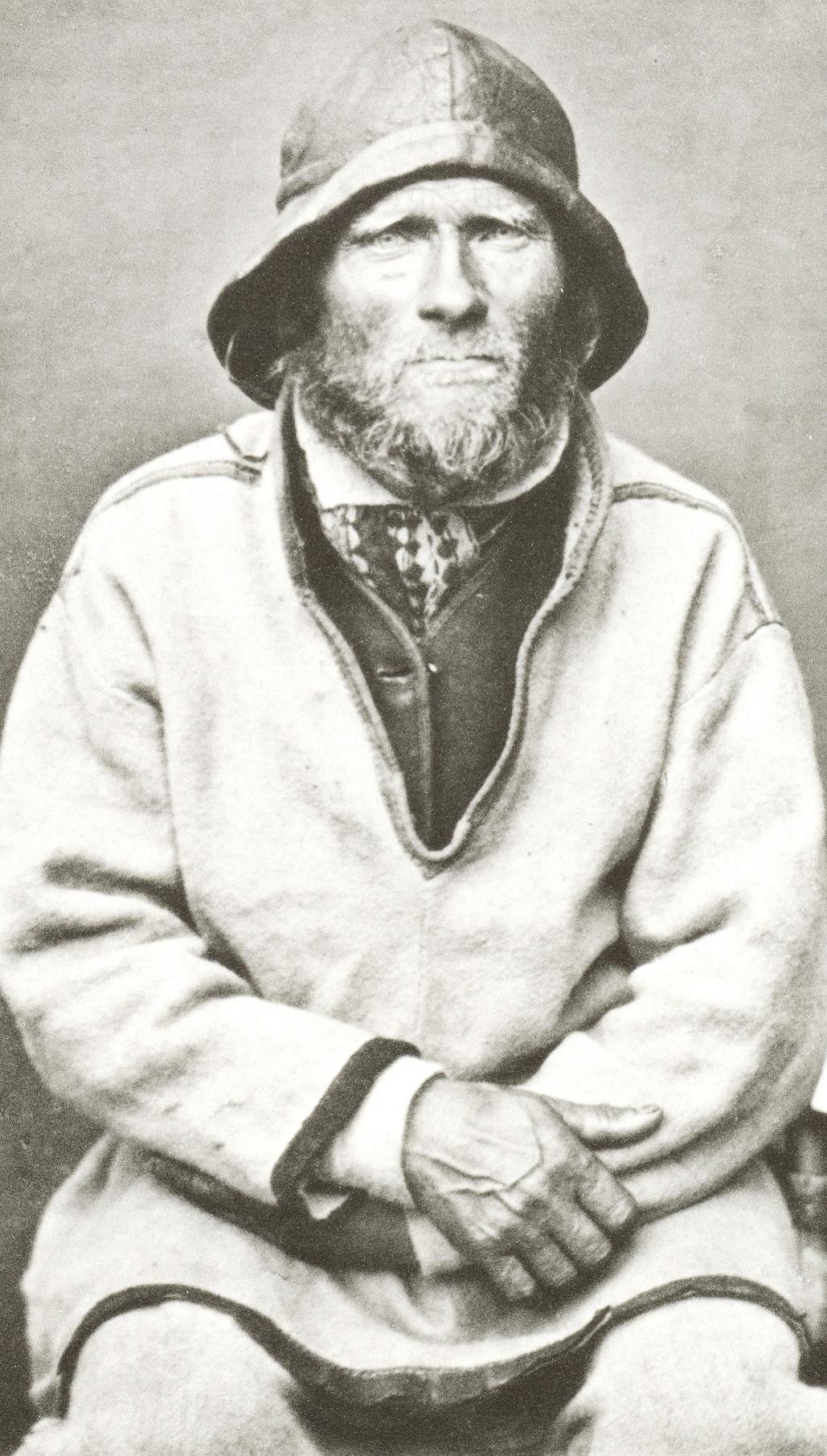
海岸サーミ人(1884年).

山岳サーミ人
大規模なトナカイ遊牧を専業とする人々。「サーミ人」と聞いて連想されるのはこの系統の人々であり、北欧諸国が観光資源として活用しているサーミ人のイメージもこれが元となっている。もっとも、現在ではトナカイの遊牧のみを職業としている人は皆無に等しく、その他副業として第一次産業についている人がほとんどである。
海岸サーミ人
サガに描かれた交易の民とは彼らのことを指したと思われるが、現在では他のスカンディナヴィア人と変わらない生活を送っており、その生計の中心は漁業を含めた第一次産業、第三次産業にある。
森林サーミ人
小規模のトナカイ放牧を行う人々で、漁業、農業やその他第三次産業との兼業を主としている。山岳サーミ人と森林サーミ人における違いは、その飼育するトナカイの種の違いから来ている。山岳サーミ人が飼育するトナカイは広大な牧草地とそれに伴う長距離の移動が必要な種であるが、森林サーミ人が飼育しているのは、森林の周辺に生える地衣類を主食とし、大規模な移動を必要としない種である。
河川サーミ人と湖サーミ人
この2つの間に明確な違いはない。ただ、漁業を主とする人々であることが共通している。この二つを分ける要素は、その漁場の違いである。「湖サーミ人（イナリラップ）」は、フィンランドの最北部に位置するイナリ湖で漁業を行う人々（1996年現在でおよそ20人程度）を特に指し、「河川サーミ人」はその他大小の川で漁を行う人を指す。
このように多様な生活様式を持つサーミ民族であるが、以下で本来のサーミ民族の社会について説明する。
サーミ民族の社会を支配していたのは、シイーダ (Siida) と呼ばれる多数の親族からなる集団であった。
シイーダのリーダーはそのシイーダ内の最年長の男性もしくは女性が勤め、日々の生活、つまり、いつトナカイを移動させるか、どのメンバーがどこの湖で漁をするか、どれだけ採るかといったことを決定した。トナカイを飼うサーミ人の場合、シイーダの構成員はそれぞれが各自のトナカイを所有しているが、飼育や管理は共同で行っている。また漁業を行うサーミ人のシイーダは同じ漁船に乗る男たちによって構成されている。このような組織は広大な土地を小人数で管理する際の有効な手段として開発され、長い歴史の中で発展したものだった。また異なるシイーダ間においても長老同士が、様々な問題を解決するための一種の協議会を形成していた。

## 文化
1731年、フランス科学アカデミーが子午線弧長を測量するためトルネ谷に派遣した調査隊に参加していたレジノー・ウーティエは、現地の文化について記録を残している。

### 民族衣装

サーミ人の民族衣装

サーミ人の民族衣装を特徴付けるのは、特にその色彩豊かな上着、コルト（Kolt）である。フェルト地で作られるこの上着は、主に女性の手によって織られ、地方ごとに細かな差異が見受けられる。例えば、帽子のデザイン、フェルトの地色や飾り付けの違いによって、それを着ている人が、どの村の出身であるのか、大体のことがわかるという。
このコルトは、つい十数年前まで、あまり積極的に着られることはなかった。もちろんサーミ民族評議会など、民族としての誇りと自由を訴える組織に参加する一部のサーミ人たちはその限りではなかったが、長年に及んだ先住民族軽視の風潮の中で、自分たちがサーミ民族であることを宣言するのは、並大抵の勇気ではできないことだった。
その影響からか、コルトを縫える人は減少してしまっていた。しかし、「民族的なもの」が再び見直されつつある中、サーミ人の若年層が中心となり、再び民族衣装を積極的に身に付けていこうという流れが生まれている。現在伝統的なサーミ人の衣装を身に付けているのは、それをずっと着続けている老人や、サーミ人の文化的な自由を支持する若い世代（主に作家や芸術家、インテリなど）である。そういった層からはわずかにずれた、「普通のサーミ人」にしても、特別な場合の礼服として、普段着として、民族衣装を着る機会は確実に増えてきている。

### 工芸品

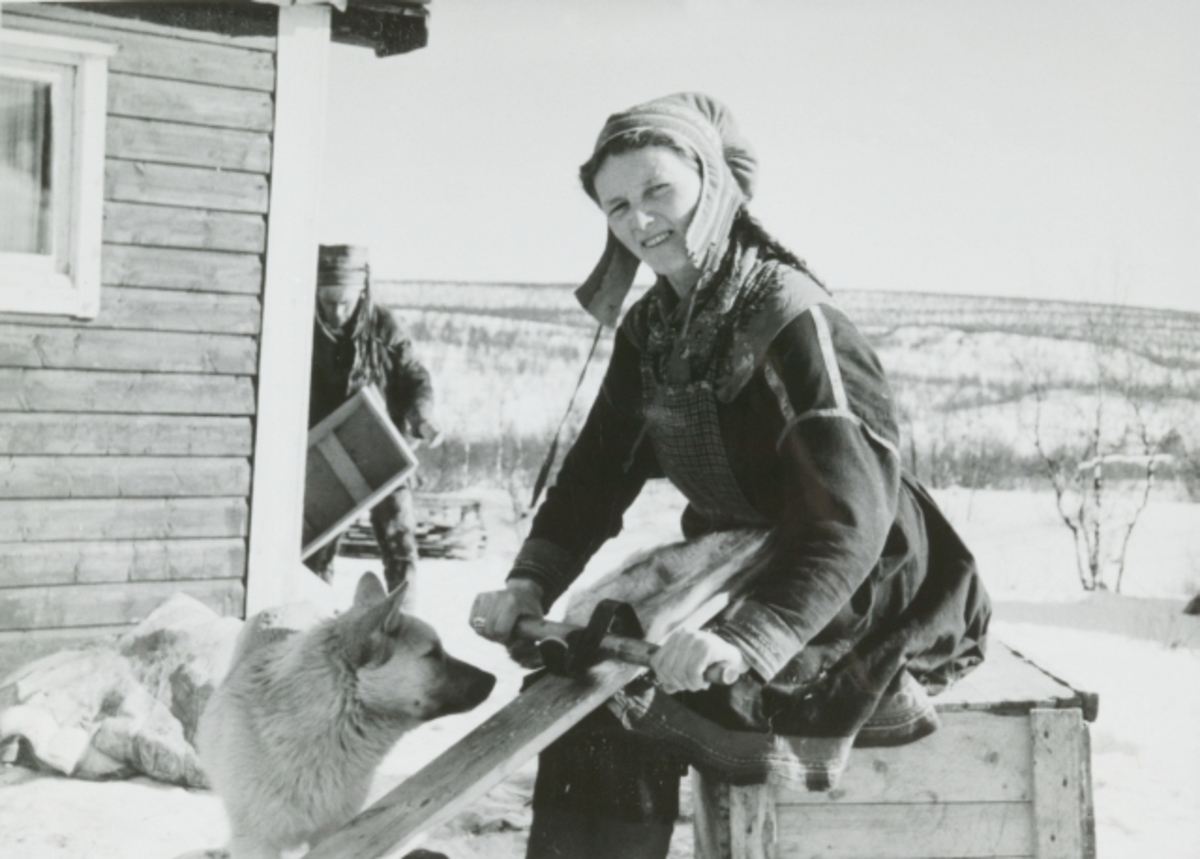
トナカイの皮をなめし、ドゥオッチを製作しているサーミ人女性（1954年）

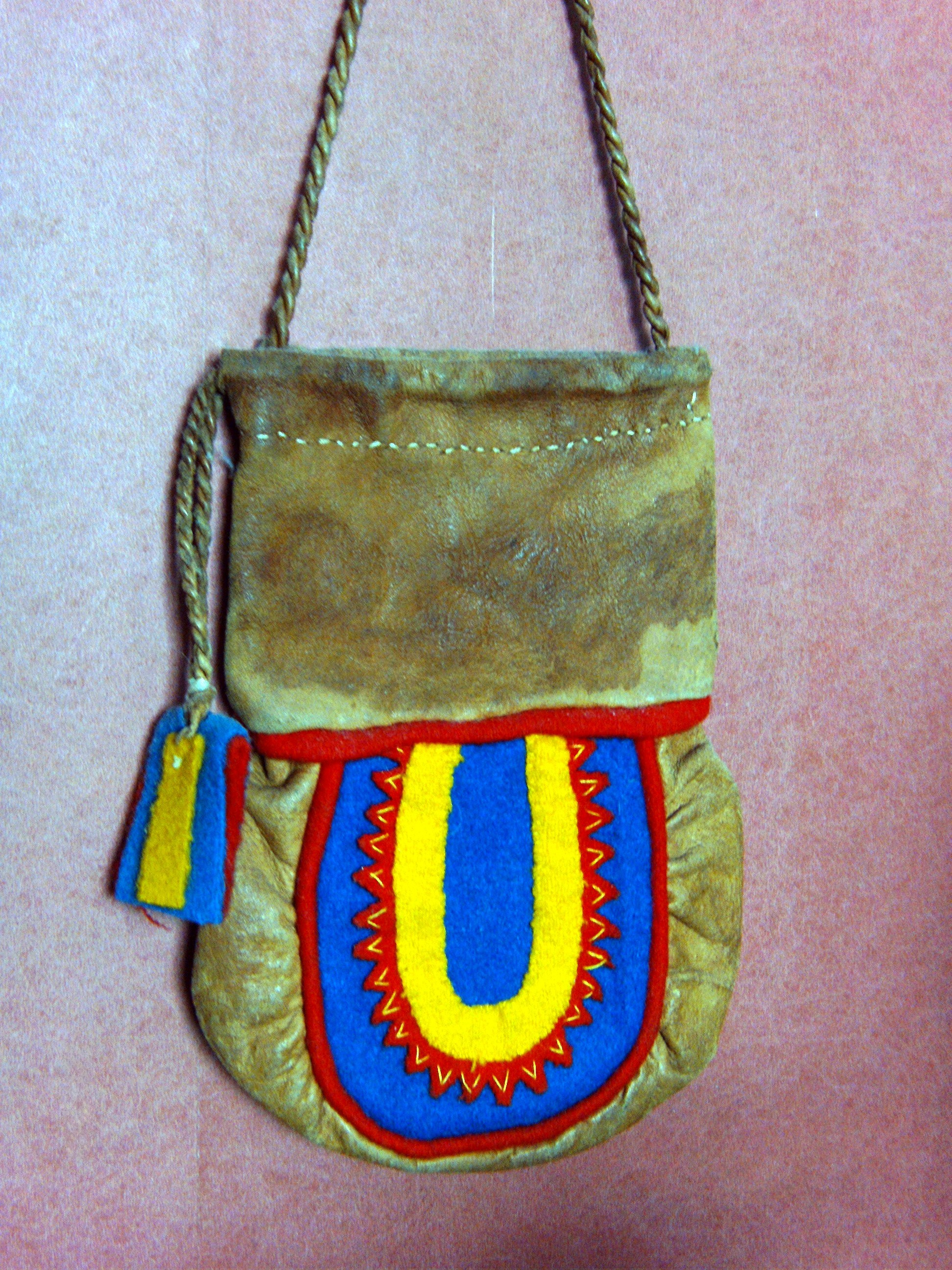
ドゥオッチ

サーミ人が作る手工芸品は、ドゥオッチ (Duodji) と呼ばれている。工芸品といっても鑑賞のためのものではなく、あくまでも日用品として、機能的、実際的なデザインのものがほとんどである。
ドゥオッチには、様々な素材が使われる。木や骨、トナカイの角、動物の毛皮や真珠、ブリキ、刺繍、レースなどが主に挙げられるが、伝統的な素材として説明するとしたら、真珠やブリキといったものは除外される。サーミ人たちは、歴史を通じて、鉄鉱石や金、銀といった鉱物資源を持たなかった。それ故、時に侵略者であった他のスカンディナヴィア人たちがもたらす鉄製品は、サーミ人にとって得難い貴重品として扱われていた。
最も伝統的な資源はトナカイである。トナカイを遊牧する習慣のない海岸サーミ、河川サーミ、湖サーミはその限りではなかったが、森林サーミや山岳サーミの間では、トナカイは正に万能の資源だった。トナカイの毛皮で遊牧中の住まいであるテント（ラッボ）を、トナカイの角でナイフの柄を作り、トナカイの毛皮で作った衣服や靴を、トナカイの腱で作った糸で縫い合わせていた。
サメやリャマのように、「捨てるところのない」資源として使われていたトナカイであったが、そのトナカイの皮を剥ぐためのナイフの刃だけは、鉄製品に頼らざるを得なかった。当時鉄製品はスカンディナヴィア人から購入する例がほとんどであったが、サーミ人の中にも、こうした技術を習得するものがいないわけではなかった。彼らは専業の鍛冶屋となったが、サーミ人にとっては神秘的とさえ言える技能のために、鍛冶屋は、偉大な魔法の力を持っているとさえ考えられていた。
山岳サーミ人にとって最大の富はトナカイであった。しかし17世紀、スカンディナヴィア半島北部から銀が発掘され始め、山岳サーミ人がその遊牧という特性から銀の運搬を請け負ったことで、サーミ人の間に銀が富の象徴としての意味があることが広がった。その時から、サーミ人は銀細工を所有することで、富を顕示するようになった。現在でもその名残は確実に残っており、サーミの人々の間では、銀細工が非常に好まれるという。
これら工芸品は、「観光資源・サーミ人」を訪ねて来た観光客は勿論、スカンディナヴィア人たちにも広く販売されている。これらの売上は、地元の経済に大きく貢献し、元々日用品であった手工芸品は、今や売り物としての側面の方が大きくなりつつある。
現在、比較的日本でも手に入りやすいサーミの工芸品として、ククサが挙げられる。ククサは白樺の木のこぶから作られたカップで、「これを贈られた人は幸せになる」という言い伝えがあるとされているが、それが実際の伝承であるのか、それとも商業上の宣伝文句に過ぎないのかは定かではない。

### 宗教と教会

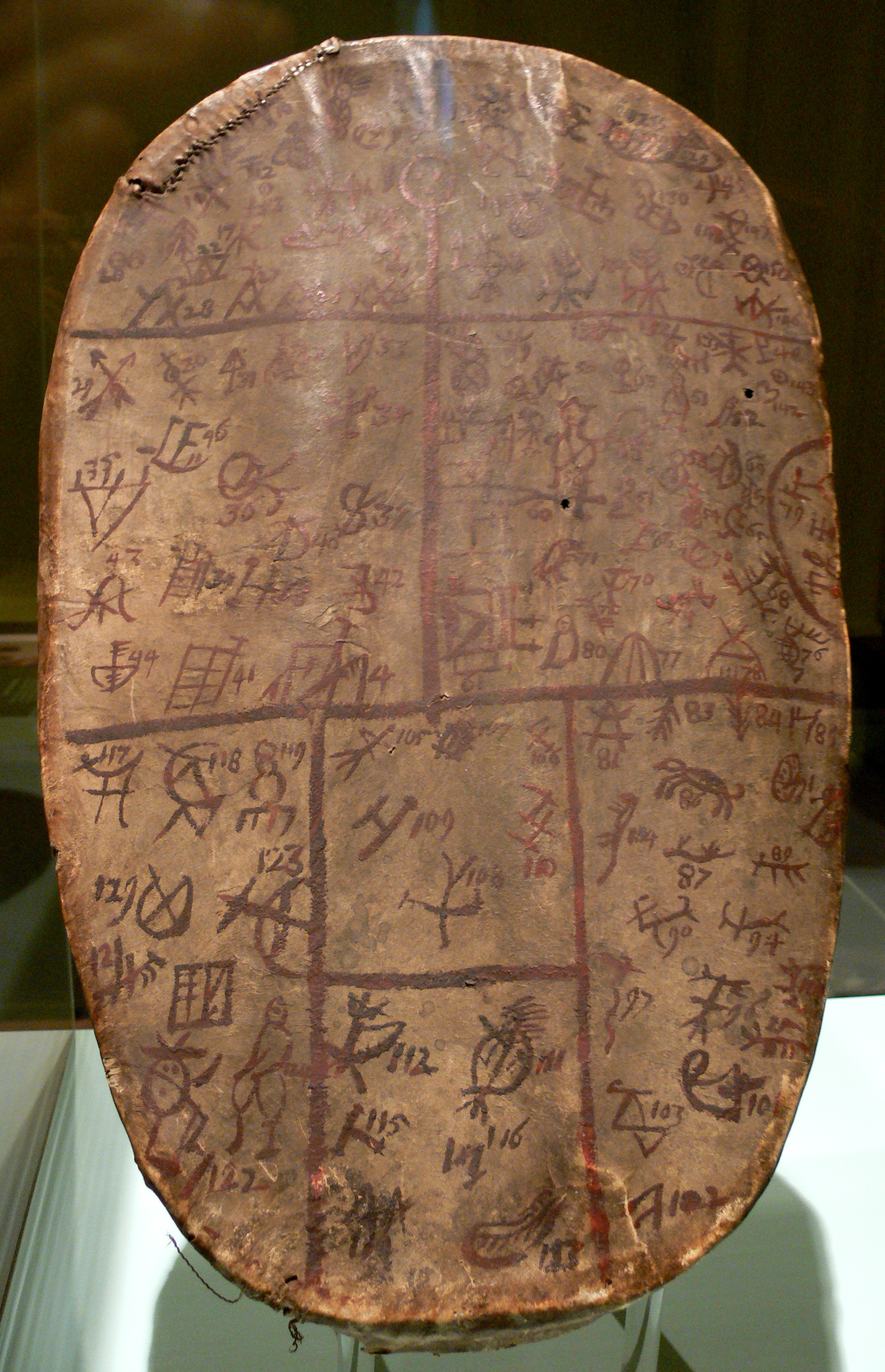
ノアイデが使用したドラム

サーミ人の信仰は、そもそも森羅万象に宿る様々な精霊を対象とした精霊信仰であった。季節、人間や動物の健康や繁栄、自然がもたらす様々な災害や恩恵、あらゆる物が精霊の力によるものと信じていた。そのため、全ての事象の根源である精霊の声を聞くシャーマンの存在は、サーミ人の宗教において必要不可欠なものだった。
精霊たち、また、父であり、母である太陽や大地と交信し、森羅万象の変化の原因を突き止めるために存在していたのが、ノアイデと呼ばれるシャーマンであった。ノアイデは極めて稀な才能であり、それ故に、彼らは常に尊敬と畏怖の対象であり続けていた。

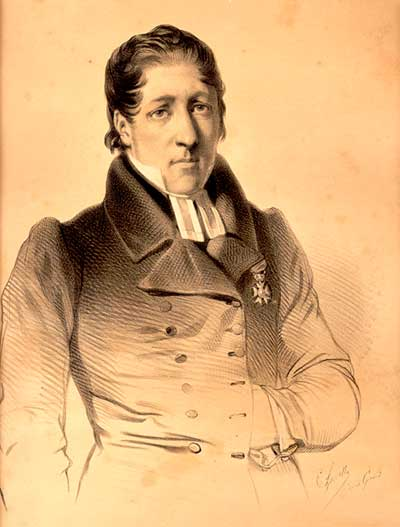
ラエスタジアス牧師(Lars Levi Læstadius). (1800-1861)

サーミ人の社会は、神の意志と、シイーダ内の古老たちの知恵に基づいて運営されていた。古老たちは、現世の問題（人々の諍いや、狩猟、漁労を、いつ、どこで行うかといったようなこと）を解決していたが、神や非現世に関する問題に関しては、ノアイデに一任されていた。ノアイデはシャーマン・ドラムを打ち鳴らしながらトランス状態に陥り、どの精霊が問題を引き起こしているのか、どうすればそれを解決することができるのかを知る。誰かが病気になったとき、その魂は肉体を離れているという考え方がサーミには存在しているが、この「盗まれた」魂を取り戻し、病気を治すのも、ノアイデの仕事だった。
こうした精霊信仰も、16世紀に入り、キリスト教の布教がラップランドまで及んだ時、例外なく弾圧の対象となった。現在サーミ人の大多数がルーテル教会、もしくは正教会に属しているが、17〜18世紀までには、この基盤はすでに出来上がっていたと見られる。この流れに抵抗し、精霊とノアイデへの信仰を忠実に守り続けたサーミ人も、決して少なくはなかったが、宣教師たちは、彼らを迫害し、特にノアイデの改宗、撲滅に努めた。
キリスト教布教の動きが最も高まったのが、19世紀、ラエスタジアス牧師（彼自身もサーミ人である）が、サーミ人の改宗に訪れたときであった。彼が創始したラエスタジアス派はノルウェー、スウェーデン、フィンランドで現在でも広く信仰されている。しかしキリスト教のサーミ人への布教は、サーミ固有の文化の破壊を意味していた。他の北欧の民族とは異なり、彼らはそれによって民族的集団を形成することはなかった上に、サーミ人の諸国家への分割帰属へと至った。また、サーミ語による聖書は、まだ出ていない （cf. スカンディナヴィアのキリスト教化#最後の異教徒）。
こうしたキリスト教化の流れの中で、それでもノアイデは19世紀半ばまで生き残っていた。精霊に付いての知識や薬草を用いての民間療法の方法は今なお伝承されているが、それと信仰が結びつく、ということは、完全になくなってしまった。

### 音楽

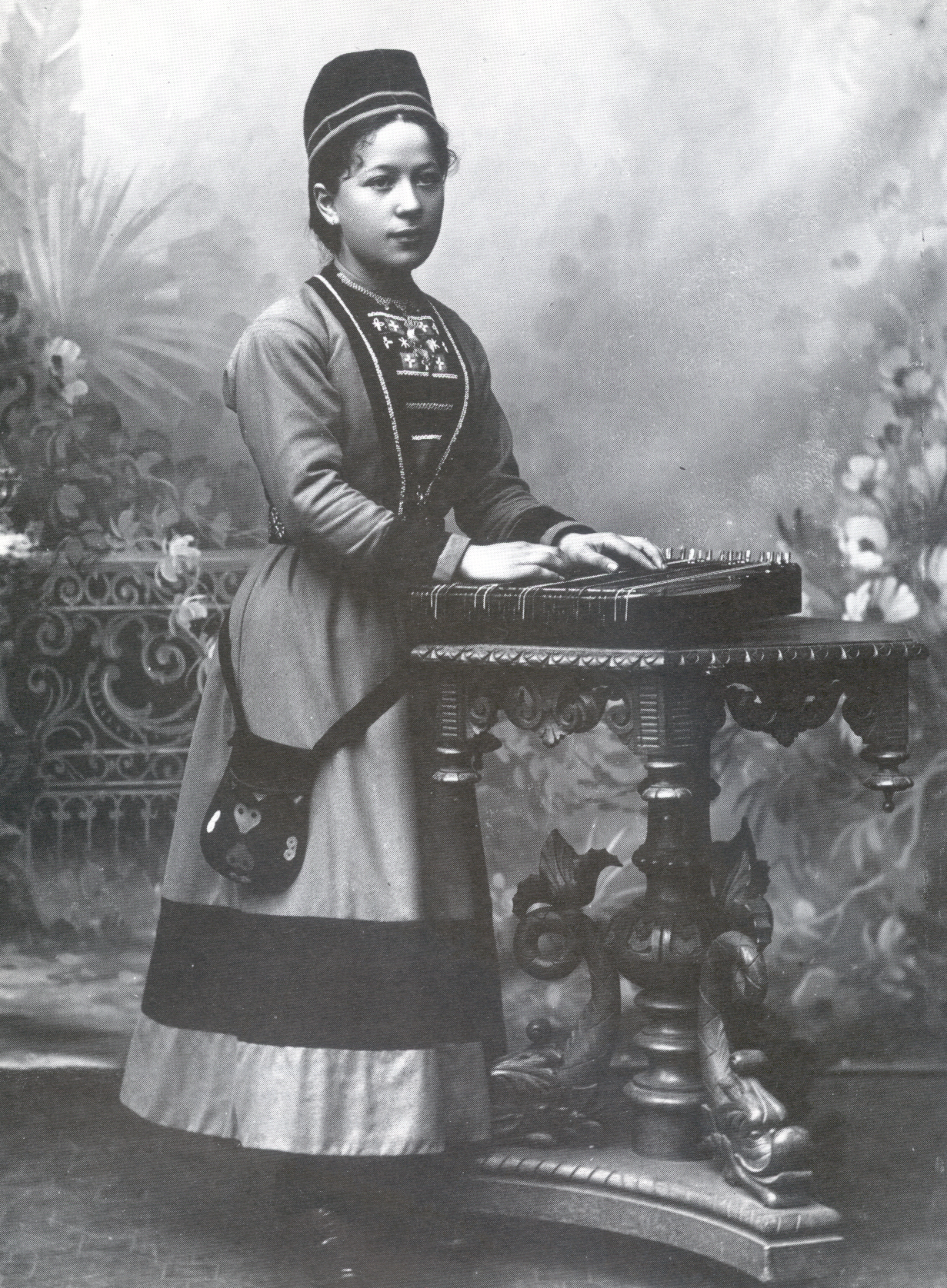
サーミ人歌手のLisa Thomasson(Lapp-Lisa). 1878-1932

サーミ人の音楽を特徴付けるのは、ヨイク (Yoikあるいはjuoiggus)と呼ばれる、基本的に無伴奏の即興歌である。
ヨイクは、上述したシャーマニズムと関連して誕生した音楽である。サーミのシャーマン、ノアイデは、トランス状態に陥る時、幻覚作用のあるベニテングタケの一種を服用していた。このキノコに誘発された激しいトランス状態の中、精霊との交信を行うのだが、さらにその状態を深めるため、大声で歌われていた歌、これがヨイクである。
シャーマニズムとの関連から、ヨイクは自然界とコミュニケーションを取るための道具、方法としてとらえられる。太陽や月、山、川などを対象に、その成立に関する物語を歌う、叙事詩のような形式を取ることもあれば、対象への賛美と感謝を歌う讃歌のような形式を取ることもある。
自然界に対してだけでなく、人間同士のコミュニケーションのためにも用いられる。赤ん坊が誕生した時、その子供に対して歌われたり、親しい人同士で、その人の外観、人格的美点、欠点、人生など描写したヨイクを歌い合うこともある。また、たった一人でトナカイが牽く橇に乗ったとき、その孤独を癒すためにも歌われる。
ヨイクは、決して吟唱詩のようなものではない。メロディーだけ、リズムだけで構成されるようなヨイクも存在するが、詩による、“歌う”ヨイクが優勢であることは確かである。しかし、この詩が、実際のサーミ人の口語で行われるということはない。ヨイクを構成する詩の言葉は、極度に省略、簡略化された特別の言葉、あるいは象徴的なイメージ群からなっている。そのため、サミ人の自然に対する視点や生活、感性を共有しない非サーミ人にとって、ヨイクをそのままに理解することはほぼ不可能といっていいだろう。この“わかりにくさ”のために、ヨイクはしばしばヨーデルと比較される。しかしこれは大きな誤りである。元々谷と谷の間で羊飼いたちの連絡手段として発生したヨーデルと違い、ヨイクは子音と母音の組み合わせから成り、歌い手はそれを慎重に選択、配列することによって、一言に膨大な情報を持たせる。
18–19世紀にかけ、他のスカンディナヴィア人の統治下に置かれ、民族的なものを否定する価値観にさらされていた状況の中で、ヨイクを伝えることに執着した者たちは、形を変え、ヨイクを存続させることを選択した。
つまり、弦楽器や打楽器、管楽器による伴奏を伴ったヨイクを生み出した。
元々ヨイクはシャーマン・ドラムを打ち鳴らしながら行われていたため、楽器の伴奏がつくことに何ら不思議はないように思われる。しかし、例えばノルウェー人の民族楽器ランゲレイクやフィンランド人の民族楽器カンテレを使うことで自らの民族的地位を同時に向上させようとしていた節もある。事実、南部スウェーデンにおいて、サーミ人は社交的な場所に積極的に出かけ、ダンスを踊り、ヴァイオリンを演奏することさえしていた。今世紀初めにはコラ半島のスコルト・サーミ人はロシア流のアコーディオンを演奏し、カドリール（一種のスクエア・ダンス）を踊ることがステータスになってもいた。
老年層のほとんどはヨイクを歌おうとせず、中年層はヨイクを知らないといった状況が生まれつつあった中、ヨイクは復興の兆しを見せる。若いインテリ層が民族的アイデンティティの復興と確立を掲げ、ヨイクを再興し始めた。しかし、この流れもすぐには実を結ばなかった。ヨイクをすること、それはキリスト教会と政府によって処罰の対象とされていた。
民族的アイデンティティ復興の動きは、ニルス＝アスラク・ヴァルケアパー（通称：アイル）というフィンランド国籍のサーミ人現代詩人がヨイクを始めたことで一気に進んだ。彼の目的は、古いスタイルのヨイクを、あくまでその基本を損ねることなく復活させることであった。彼の目論見は成功したといえる。ニルスは1994年ノルウェーのリレハンメルで行われた冬季オリンピックの開会式壇上でヨイクを熱唱し、多くのサーミ人に勇気と希望を与えた。
民族意識が高まる中、その流れにさらに拍車をかける存在が現れる。それが、マリ・ボイネ (英語) というサーミ人女性である。彼女は政治的メッセージを歌詞に込めたヨイクを次々と発表、自らの政治的立場を明確にすると共に、様々な問題について賛否を要求され始めたサーミ人に訴えかけ始めた。
彼女のヨイクのスタイルとして特徴的なのは、ギターの伴奏を伴っている、ということである。彼女のメイン・テーマは先住民と植民地主義者、異なる民族間に起きた文化的衝突の悲劇を表現することである。
1973年、フィンランドのカウスティネンに民族音楽研究所が開設され、ヘイッキ・ライティネンが初代所長に就任すると、彼は「民族音楽はあまねく博物館から民衆の元へ降りなければならない。それだけが、民族音楽が生き残れる唯一の道である」というスローガンを掲げ、フィンランドの民族音楽を次々と復興し始めた。木の笛、カンテレなどの古代の音楽や民族歌謡が見直され、その研究が行われると共に、それらの音楽を演奏、吟唱するグループができ始めた。
アンゲリン・テュトット (英語) も、言ってみればこうした流れの中で誕生したグループであった。アンゲリン・テュトット、後にアンゲリットと改名することになるこのグループは、ウルスラとトゥーニのランスマン姉妹によって1982年に結成された。元々少女時代からヨイクに興味を持っていたこの姉妹だったが、最初は学校の先生に命令されるような形で始めたらしい。しかし、そんな事情をよそにやがて二人はヨイクに熱中。89年には現在ソロで活躍中のウッラ・ピルッティヤルヴィを加え三人で活動を始める。その後、やはり現代的民族歌謡のグループとして結成されたヴァルッティナ (英語) のリーダー、サリ・カーシネン (英語) に見出され、彼女が主催しているレーベルからCDを出すことになった。
彼女たちのヨイクの特色は、まずその多様な音楽性にある。伝統を重視する一方、様々な音楽、例えばプログラミングを重視したクラブ系サウンドを取り入れてみたり、他のヨーロッパ音楽を取り入れたりもしている。
彼女達が尊敬するヨイクの第一人者、ニルス＝アスラク・ヴァルケアパーやマリ・ボイネも、ヨイクをジャズロックとあわせるなどして色々な表現スタイルを試みているが、アンゲリットの二人も決してそれにひけをとってはいない。子供の頃から世界各地を回ってジャンルを問わないフェスティバルに参加し、自分達のヨイクを聞かせているほか、地元のクラブ系のKLFのアルバムに参加するなどして広い視野を持ち続けている。このためであろうか、自分達のアルバムにもドラム・ベースやアンビエント・サウンドを取り入れて常に時代性を感じさせるヨイクを発表している。これまでにヨーロッパの国々はもちろん、エストニア、ロシア、アメリカ、中国でも積極的にパフォーマンスを行っている。日本にも二度来日し、その中でアイヌのミュージシャンとの共演も経験している。

## 遺伝子
サーミ人は大分類ではコーカソイドに属すが、ウラル語族と関連するモンゴロイド系ハプログループN (Y染色体)が48%の中頻度でみられる。次いで多いのが原スカンジナビア系Y染色体‐I1で、約31%みられる。mtDNAはヨーロッパの古いタイプが多いが、東アジアを起源とするウラル系ハプログループZ (mtDNA)もわずかにみられる。